# Debrecen-hajdúböszörményi tölgyesek
Debrecen-hajdúböszörményi tölgyesek este o arie protejată (arie specială de conservare — SAC, sit de importanță comunitară — SCI) din Ungaria întinsă pe o suprafață de 5.634,62 ha, integral pe uscat.

## Localizare
Centrul sitului Debrecen-hajdúböszörményi tölgyesek este situat la coordonatele 47°37′18″N 21°36′37″E / 47.621667°N 21.610278°E.

## Înființare
Situl Debrecen-hajdúböszörményi tölgyesek a fost declarat sit de importanță comunitară în mai 2004 pentru a proteja 1 specie de plante și 8 specii de animale. Situl a fost protejat și ca arie specială de conservare în februarie 2010.

## Biodiversitate
Situată în ecoregiunea panonică, aria protejată conține 2 habitate naturale: Păduri mixte riverane de Quercus robur, Ulmus laevis și Ulmus minor, Fraxinus excelsior sau Fraxinus angustifolia, de-a lungul marilor râuri (Ulmenion minoris), Păduri stepice euro-siberiene cu Quercus spp..
La baza desemnării sitului se află mai multe specii protejate:
- plante (1): Iris aphylla subsp. hungarica
- mamifere (4): liliac cârn (Barbastella barbastellus), liliac cu urechi mari (Myotis bechsteinii), liliac cu urechi de șoarece (Myotis blythii), liliac cărămiziu (Myotis emarginatus)
- nevertebrate (4): croitorul mare al stejarului (Cerambyx cerdo), Cucujus cinnaberinus, Hypodryas maturna, rădașcă (Lucanus cervus)

Pe lângă speciile protejate, pe teritoriul sitului au mai fost identificate 3 specii de plante, 3 specii de păsări, 3 specii de mamifere, 2 specii de nevertebrate.